# Rafiatou Monrou
Rafiatou Monrou Agbatchi, née le 27 février 1964, est une femme politique béninoise. 
De 2016 à 2017, elle est ministre de l'Économie numérique et de la Communication dans le gouvernement du président Patrice Talon.

## Biographie
En 1992, elle obtient un diplôme d’ingénieur en télécommunications de l'Institut des télécommunications de Tachkent (en). De 1998 à 2007, elle est opératrice chez Afripa Télécom travaillant à la maintenance et l'installation des accès Internet. Elle est ensuite responsable des interconnexions et des relations avec les clients-opérateurs auprès de Bénin Télécoms SA jusqu'en septembre 2013. De 2013 à 2014, elle effectue une attestation d'études collégiales (AEC) en réseaux informatiques et téléphonie IP à l'Institut Teccart de Montréal[source insuffisante]. Toujours à Montréal, elle devient spécialiste en sécurité informatique chez Telus.
Le 6 avril 2016, elle est nommée ministre de l'économie numérique et de la communication du Bénin par le président Patrice Talon. Accusée d'avoir violé certains articles de la Constitution du Bénin, elle est remplacée le 27 octobre 2017 par Aurélie Adam Soulé.
Elle est responsable de la gestion des projets sous-marins SAT 3 et ACE (Africa coast to Europe), dans le cadre des interconnexions pour l'échange de trafics voix entre BENIN Télécom et plusieurs opérateurs nationaux et internationaux : France Télécom, BICs, AT&T, Téléglobe, MTN, MOOV.